# Aphrastochthonius parvus
Espèce
Aphrastochthonius parvus est une espèce de pseudoscorpions de la famille des Chthoniidae.

## Distribution
Cette espèce est endémique du Tamaulipas au Mexique. Elle se rencontre à Ciudad Mante dans la grotte Cueva de la Florida.

## Description
La femelle holotype mesure 1,21 mm.

## Publication originale
- Muchmore, 1973 : The unique, cave-restricted genus Aphrastochthonius (Pseudoscorpionida, Chthoniidae). Proceedings of the Biological Society of Washington, vol. 85, no 38, p. 433-444 (texte intégral).